# 四重極型質量分析計

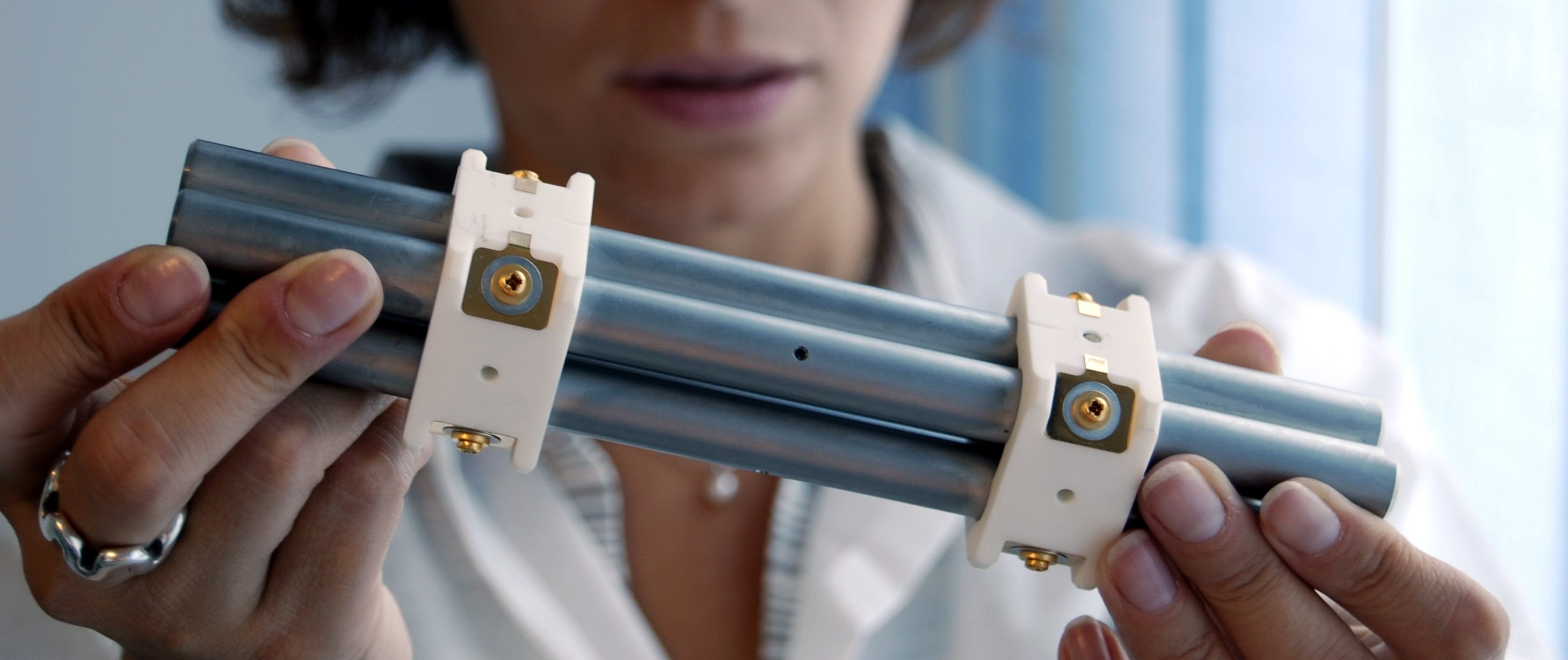
四重極

四重極型質量分析計（英語: quadrupole mass analyzer; quadrupole mass spectrometer, QMS）とは、質量分析計の一種。
4本の電極ロッド（四重極）に直流電圧と交流電圧を与えることで、ある特定の質量（m/z値）のイオンだけがはじき飛ばされずに通過できる電場を形成させる。

## 原理

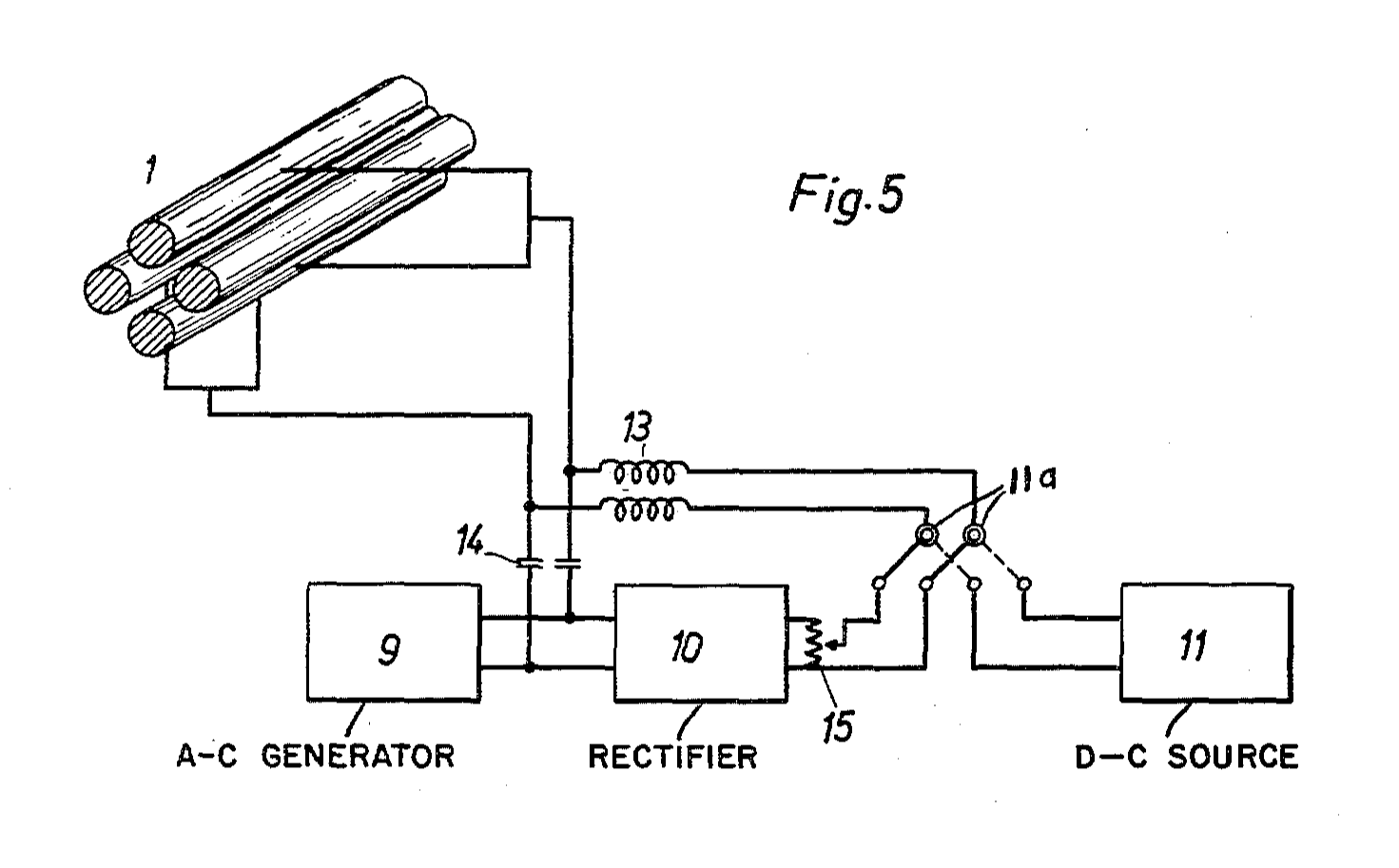
四重極型質量分析器の概略図

四重極を通過するイオンの運動

電場中のイオンの運動方程式は、{\displaystyle x}方向については次のように書ける。{\displaystyle y}方向についても同様である。
{\displaystyle m{\frac {d^{2}x}{dt^{2}}}=zE_{x}}
4本の円柱状電極に正と負の直流電圧{\displaystyle U}と高周波交流電圧{\displaystyle V\cos \omega t}を組み合わせた電圧を印加して電場を作る。イオンは通常10～20Vの低加速電圧で加速されて四重極に導かれ、電場によって振動する。
{\displaystyle E_{x}=-{\frac {d\Phi }{dx}}}
{\displaystyle \Phi ={\frac {x^{2}-y^{2}}{r_{0}}}(U+V\cos \omega t)}
これらを運動方程式に代入し、
{\displaystyle \tau ={\frac {\omega t}{2}}}
{\displaystyle a_{x}={\frac {8zU}{mr_{0}^{2}\omega ^{2}}}}
{\displaystyle q_{x}=-{\frac {4zV}{mr_{0}^{2}\omega ^{2}}}}
を用いて書き換えるとマシュー方程式が得られる。
{\displaystyle {\frac {d^{2}x}{d\tau ^{2}}}+(a_{x}-2q_{x}\cos 2\tau )x=0}
この微分方程式に0でない周期解が存在するとき、その周期解をマシュー関数という。
この解を与える条件について{\displaystyle q}を横軸、{\displaystyle a}を縦軸にとった図で表現でき、{\displaystyle x}についての安定領域と{\displaystyle y}についての安定領域が重なるような{\displaystyle a}および{\displaystyle q}のときだけイオンが四重極内を安定的に通過することができる。つまりこの振動は電圧と周波数に応じてある一定のm/z値をもつイオンのみ安定な振動をして、電極内を通過し検出器に到達することができる。しかしそれ以外の高m/zイオン群は振動が大きくなり負電極に衝突する。逆に低m/zイオン群は正電極に衝突し電極を通過することができない。
したがって、直流電圧と交流電圧の比を一定に保ちつつ、交流電圧を直線的に変化させることで、全イオンを通過させることができる。

## 質量範囲
測定されるイオンの質量ｍは電極に与える交流電圧の大きさ{\displaystyle V}とその周波数{\displaystyle \omega }および電極間の距離{\displaystyle r_{0}}で決まり、次の式で与えられる。
{\displaystyle {\frac {m}{z}}=13.9{\frac {V}{r_{0}\omega ^{2}}}}
この式から、質量の大きいイオンを分析するには{\displaystyle V}を大きくし、{\displaystyle r_{0}}と{\displaystyle \omega }を小さくすればよい。
しかし実際には{\displaystyle r_{0}}は数mm以下にはできず、周波数{\displaystyle \omega }を小さくするとイオンが十分に振動できなくなる。
そのため、測定可能な質量範囲は交流電圧{\displaystyle V}で決まり、現在の装置では上限が3000程度である。

## 質量分解能
質量分析計の質量分解能Rとは、識別できる質量差{\displaystyle \Delta m}で表される。
{\displaystyle R={\frac {m}{\Delta m}}}
四重極型の質量分解能は、原理的には質量に比例し、通常{\displaystyle \Delta m}が0.5程度である。したがって質量範囲3000まで測定できる装置での最大質量分解能は6000程度となる。